# Comités Olímpicos Nacionales de Oceanía
Los Comités Olímpicos Nacionales de Oceanía (en inglés, Oceania National Olympic Committees, ONOC) es una organización internacional no gubernamental que está constituida por los Comités olímpicos nacionales de Oceanía reconocidos oficialmente por el Comité Olímpico Internacional (COI). Su principal objetivo es la propagación y difusión de los principios olímpicos en Oceanía. Es una de las cinco organizaciones continentales de la Asociación de Comités Olímpicos Nacionales.
Tiene su sede en Suva (Fiyi) y cuenta en 2008 con la afiliación de 17 comités olímpicos nacionales. El presidente en funciones, desde el año 1989, es Kevan Gosper de Australia.

## Organización
La estructura jerárquica de la organización está conformada por el presidente, el Secretario General y los Vicepresidentes, el Congreso (efectuado cada dos años), el Cuerpo Ejecutivo y los Comités Técnicos.

### Presidentes
| N.º | Periodo     | Nombre             | País          |
| --- | ----------- | ------------------ | ------------- |
| 1   | 1979 – 1984 | Harold Iver Austad | Nueva Zelanda |
| 2   | 1984 – 1989 | Lance Cross        | Nueva Zelanda |
| 3   | 1989 –      | Kevan Gosper       | Australia     |

### Estados miembros
En 2008 los ONOC cuentan con la afiliación de 17 comités olímpicos nacionales de Oceanía.
| N.º | País                        | Código |
| --- | --------------------------- | ------ |
| 1   | Comité Olímpico Australiano | AUS    |
| 2   | Islas Cook                  | COK    |
| 3   | Fiyi                        | FJI    |
| 4   | Guam                        | GUM    |
| 5   | Kiribati                    | KIR    |
| 6   | Islas Marshall              | MHL    |
| 7   | Micronesia                  | FSM    |
| 8   | Nauru                       | NRU    |
| 9   | Nueva Zelanda               | NZL    |
| 10  | Palaos                      | PLW    |
| 11  | Papúa Nueva Guinea          | PNG    |
| 12  | Samoa                       | SAM    |
| 13  | Samoa Americana             | ASA    |
| 14  | Islas Salomón               | SOL    |
| 15  | Tonga                       | TGA    |
| 16  | Tuvalu                      | TUV    |
| 17  | Vanuatu                     | VAN    |